# Тиховодова Крістіна Олександрівна
Крістіна Олександрівна Тиховодова (біл. Крысціна Аляксандраўна Ціхаводава; нар. 24 травня 2002, Мінськ, Білорусь) — білоруська футболістка, нападниця російського клубу «Зірка-2005». Виступала за жіночу збірну Білорусі з футзалу.

## Клубна кар'єра
Вихованка клубу «Мінськ», перший тренер — Юрій Расолька. Чемпіонка Білорусі, володарка Кубку та Суперкубку Білорусії 2021 та 2022 років у складі «Динамо-БДУФК».
У січні 2023 року підписала контракт із пермською «Зіркою-2005». Перший матч у Суперлізі провела 11 березня 2023 року проти казанського «Рубіна». Першим голом відзначилася 22 квітня у ворота команди «Рязань-ВДВ».